# Cumpleaños (serie de televisión)
Cumpleaños es una serie de televisión chilena, producida por Valcine y emitida por Televisión Nacional de Chile durante 2011. Dirigida por Leonardo Valsecci y escrita por Jaime Morales (Tentación, Martín Rivas) y Paula Del Fierro (Mi mejor enemigo, Rojo, la película). La serie trata de una forzada reunión entre excompañeros de curso en memoria de una chica muerta diez años antes, justo en el día que celebraban su cumpleaños número 18. Sin embargo, el objetivo final de este encuentro será develar las verdaderas causas de su muerte. La historia consta de ocho capítulos desarrollados casi en tiempo real.

## Historia
Es la historia que vivieron 10 jóvenes cuando tenían 18 años. En esa ocasión celebraban el cumpleaños de Emilia (Juanita Ringeling) del grupo y ese mismo día ella tiene un accidente y fallece, pasa una década y la hermana melliza de la joven muerta Fernanda (Fabiola Matte) vuelve a reunir al grupo para descubrir qué fue lo que realmente pasó, porque está segura de que fue un crimen y no un accidente. El sospechoso está en ese círculo de los amigos.

## Personajes
- Juanita Ringeling como Emilia Valdés Bascuñan: Un rostro bello y angelical, para una muchacha que encierra a un demonio. Sus secretos se fueron con ella a la tumba, sin embargo diez años después vuelven a reflotar. Emilia fue una muchacha que influyó y marcó la vida de todos los que la rodearon, por lo que cada uno de ellos tenía un fuerte motivo para silenciarla con su muerte. Estos secretos, las circunstancias en que murió y el nombre de su asesino, son los pilares de la serie. Al final se descubre que el asesino fue Santiago, porque la amaba y esta estaba embarazada de Lucas.
- Daniela Palavecino como Catalina Echaurren: Intensa y apasionada, la joven Echaurren es una abogada que goza con el poder. Obtenerlo, y ejercerlo sobre los demás. El amor es lo único que puede desestabilizarla, más cuando es rechazada por Santiago, pues este siemrpe amo a Emilia. Por Emilia sentía una profunda envidia y era la única del grupo de amigos que no ocultaba que la joven no le caía simpática. Por su familia (Su padre y hermano) es capaz de todo, incluso proteger y enterrar sus más oscuros secretos. Al final mata a Santiago al saber que fue el quien asesino a Emilia, debido a que siempre pensó que su padre, el senador Echaurren, era el asesino, y este a su vez pensaba que su hijo Gustavo era el asesino.
- Magdalena del Río como Juanita Matte: Es la mejor amiga de Fernanda, después del accidente se distancia de Fernanda y completamente de sus compañeros. Va a la fiesta a enfrentar sus miedos. Es una doctora muy importante.
- Catalina Aguayo como Susana Olave: Atractiva y seductora, fue la mejor amiga de Emilia, a pesar de tener formas de ser completamente distintas. Eterna enamorada de Lucas, enamorarse del mismo hombre significó un gran quiebre en la amistad de las muchachas. Carga con el peso de la culpa, y hoy, 10 años después de la muerte de su amiga, intenta cumplir una promesa que dejó pendiente. Al final no se queda con Lucas, porque este muere a manos de Santiago.
- Ignacia Baeza como María Paz Granados: Estaba debatida entre el amor de Gustavo y Federico, dos mejores amigos, pero se quedó con Gustavo al quedar embarazada de él, pero sabe que no la ama, cuando Federico vuelva se dará cuenta lo que siente por ella.
- Francisco Gormaz como Félix Villa: Parrendero y reventado, ser dueño de un bar es lo que salva de ser un completo tiro al aire.

Un error del pasado se manifiesta en el presente y una venganza que ha latido durante más de 10 años se levanta para caer sobre él.
- Guilherme Sepúlveda como Santiago Martínez: Santiago estaba enamorado secretamente de Emilia. Odia a Lucas y lo responsabiliza del fatal accidente y es una especie de amante de Catalina. Al final se sabe que el asesino a Emilia, pues la amaba y estaba embarazada del senador Echaurren, y debido a eso decide aliarse con él por casi 10 años para terminar traicionándolo; es asesinado por Catalina.
- Emilio Edwards como Lucas Andrade: Eterno pololo de Emilia. Carga con la culpa de ser el responsable indirecto de la muerte de Emilia y se ha dedicado a externalizar su pena por medio de la pintura. Al final es asesinado por Santiago.
- Nicolás Brown como Carlos Huerta: Eterno enamorado de Fernanda, la hermana de Emilia. Su separación en el pasado fue difícil y tormentoso, y en su regreso descubre que los sentimientos por la muchacha siguen en el mismo lugar. Se convierte en la maño derecha de la muchacha para descubrir al asesino de Emilia, descubriendo de paso los secretos que oculta la mujer que ama.
- Santiago Tupper como Gustavo Echaurren: Hermano de Catalina y casado con María Paz. Se casó con su polola de juventud cuando esta quedó embarazada estando aún en el colegio y desde ese entonces ha vivido a la sombra de todos quienes le rodean (Su padre, esposa y hermana). Emilia descubrió un gran secreto de su pasado, que en el presente irrumpe nuevamente remeciendo los pilares de su vida actual. Es homosexual y siente algo por Federico.
- Francisco Celhay como Federico Vial: Mejor amigo de Gustavo. Luego del accidente de Emilia decidió radicarse en Inglaterra. Regresa a Chile exclusivamente, porque tiene algo que revelar. Ese secreto es que es homosexual y está enamorado de Gustavo. Junto a Santiago pretendían arruinarle la carrera política al senador Echaurren, el padre de Gustavo, sin embargo, al enterarse de que el mayor perjudicado sería el hijo de Gustavo, Federico decide no traicionarlo.
- Alfredo Allende como Diego "Huevo": El leal, tímido y quitado de bulla mejor amigo y partner de Felìx.

Ha vivido a su sombra toda la vida, y carga con las culpas de haber sido su cómplice en una jugarreta de hace 10 años que terminó mal.
A diferencia de su amigo, él ha vivido todo este periodo con el peso de la culpa sobre sus hombros, hasta que llega el momento de pagar.
- Sergio Hernández como Senador Echaurren: De tendencia conservadora, vela por los intereses de sus hijos y es capaz de hacer cualquier cosa por cumplir con ellos. Siempre ocultó que fue amante de Emilia y que ella estaba embarazada de él. También es amante de Fernanda.

## Elenco
- Fabiola Matte como Fernanda Valdés.
- Juanita Ringeling como Emilia Valdés.
- Guilherme Sepúlveda como Santiago Martínez .
- Daniela Palavecino como Catalina Echaurren.
- Nicolás Brown como Carlos Hurtado.
- Magdalena del Río como Juanita Matte.
- Santiago Tupper como Gustavo Echaurren.
- Francisco Celhay como Federico Vial.
- Ignacia Baeza como María Paz Granados.
- Emilio Edwards como Lucas Andrade.
- Catalina Aguayo como Susana Olave.
- Francisco Gormaz como Félix Villa.
- Alfredo Allende como Diego "Huevo" Fernández.
- Sergio Hernández como Senador Gustavo Echaurren.
- Carlos Embry como Méndez.
- Sylvia Gutiérrez como Gladys.
- Julio Jung como Darío Pereira.
- Javiera Ramos como Mónica Santander.

## Episodios
| N.º | Episodio               | Día de emisión | Rating |
| --- | ---------------------- | -------------- | ------ |
| 1   | 10 años después        | 24 de abril    | 10,5   |
| 2   | Los Secretos de Emilia | 1 de mayo      | 9,4    |
| 3   | La verdad se asoma     | 8 de mayo      | 5,4    |
| 4   | Quien mató a Emilia    | 15 de mayo     | 9.8    |